# 101 Dalmatians: Escape from DeVil Manor
101 Dalmatians: Escape from DeVil manor es un videojuego credo por Disney Interactive para la plataforma de IBM en 1997. Está basado en la película 101 dálmatas estrenada en 1996. El objetivo principal es escapar de la mansión de Cruella DeVil. La perspectiva del videojuego es por parte de la perspectiva de los cachorros.